# Ambrogio Ravasi
Ambrogio Ravasi (Bellusco, 7 febbraio 1929 – Nairobi, 30 ottobre 2020) è stato un vescovo cattolico e missionario italiano.

## Biografia
Nacque a Bellusco, allora in provincia ed arcidiocesi di Milano, il 7 febbraio 1929 da Nazzareno e Maria Stucchi.

### Formazione e ministero sacerdotale
Dopo gli studi elementari, compiuti nel suo paese natale, frequentò la scuola di avviamento al lavoro a Vimercate. Durante la seconda guerra mondiale sospese gli studi e aiutò i genitori nel lavoro dei campi. Nel 1945, all'età di 16 anni, iniziò il ginnasio presso i missionari della Consolata a Montevecchia.
Dal 1947 al 1952 continuò gli studi alla certosa di Pesio; qui svolse l'anno di noviziato ed emise la professione religiosa il 10 novembre 1951. Compì gli studi filosofici a Torino nell'anno accademico 1952-1953.
Nel 1953 fu inviato negli Stati Uniti, dove si laureò in teologia presso l'Università Cattolica d'America a Washington.
Il 9 febbraio 1957 fu ordinato presbitero, a Washington, dall'arcivescovo Amleto Giovanni Cicognani, delegato apostolico negli Stati Uniti d'America.
Dal 1957 al 1963 si impegnò nella formazione dei seminaristi a Cromwell, Batavia e Buffalo, mentre dal 1963 al 1968 fu superiore dei missionari della Consolata negli Stati Uniti d'America. Dal 1968 al 1971 fu incaricato dell'animazione missionaria e redattore della rivista «Consolata Missions».
A partire dal 1971 svolse la sua attività pastorale in Kenya, dove fu rettore del seminario di Langata, vicino Nairobi; al contempo fu vicesuperiore dei missionari della Consolata in Kenya.

### Ministero episcopale
Il 19 giugno 1981 papa Giovanni Paolo II lo nominò vescovo di Marsabit; succedette al dimissionario Carlo Maria Cavallera. Il 18 ottobre successivo ricevette l'ordinazione episcopale, nel cortile dell'oratorio a Bellusco, dal cardinale Maurice Michael Otunga, arcivescovo metropolita di Nairobi, co-consacranti Caesar Gatimu, vescovo di Nyeri, John Njenga, vescovo di Eldoret, e Ferdinando Maggioni, vescovo di Alessandria.
Il 25 novembre 2006 papa Benedetto XVI accolse la sua rinuncia, presentata per raggiunti limiti di età; gli succedette Peter Kihara Kariuki, fino ad allora vescovo di Muranga.
Da vescovo emerito risiedette dapprima nell'episcopio di Marsabit, trasferendosi poi nella casa di preghiera e santuario Maria Mfariji.
Morì il 30 ottobre 2020, all'età di 91 anni, in un ospedale di Nairobi. Dopo le esequie, celebrate il 6 novembre seguente nella cattedrale di Marsabit dal suo successore, fu sepolto nei pressi del santuario Maria Mfariji a Marsabit.

## Genealogia episcopale
La genealogia episcopale è:
- Cardinale Scipione Rebiba
- Cardinale Giulio Antonio Santori
- Cardinale Girolamo Bernerio, O.P.
- Arcivescovo Galeazzo Sanvitale
- Cardinale Ludovico Ludovisi
- Cardinale Luigi Caetani
- Cardinale Ulderico Carpegna
- Cardinale Paluzzo Paluzzi Altieri degli Albertoni
- Papa Benedetto XIII
- Papa Benedetto XIV
- Papa Clemente XIII
- Cardinale Marcantonio Colonna
- Cardinale Giacinto Sigismondo Gerdil, B.
- Cardinale Giulio Maria della Somaglia
- Cardinale Carlo Odescalchi, S.I.
- Cardinale Costantino Patrizi Naro
- Cardinale Lucido Maria Parocchi
- Cardinale Pietro Respighi
- Cardinale Pietro La Fontaine
- Cardinale Celso Costantini
- Cardinale James Robert Knox
- Cardinale Maurice Michael Otunga
- Vescovo Ambrogio Ravasi, I.M.C.